# زاولي

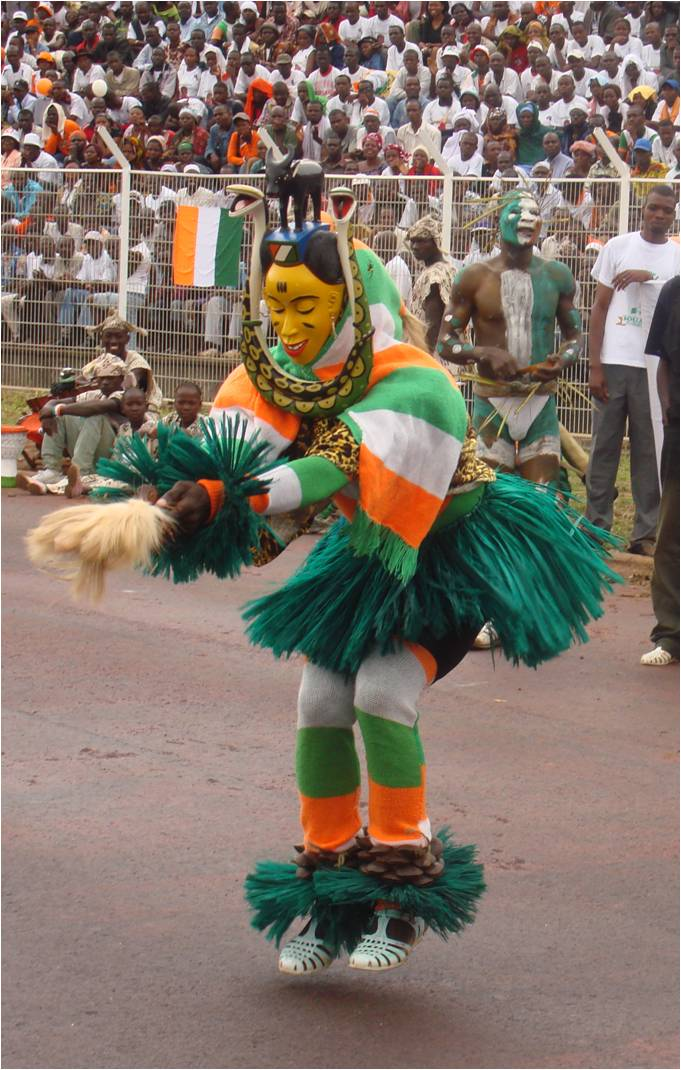
راقص زاولي.

زاولي هي رقصة تقليدية من وسط ساحل العاج تم صنع قناع الزاولي المستخدم في الرقصة في الخمسينيات من القرن الماضي ، ويُقال إنه مستوحى من فتاة تُدعى «جيلا لو زاولي». ومع ذلك ، فإن القصص حول أصول القناع متنوعة ، ويمكن أن يكون لكل قناع تاريخ رمزي خاص به.